# Élections municipales brésiliennes de 2016
Les élections municipales brésiliennes de 2016 se sont déroulées les 2 et 30 octobre 2016,,.

## Résultats dans les grandes villes
| Région       | État                | Capitale       | Candidat élu            | Parti | Parti |
| ------------ | ------------------- | -------------- | ----------------------- | ----- | ----- |
| Nord         | Amazonas            | Manaus         | Arthur Virgílio Neto    |       | PSDB  |
| Nord         | Rondônia            | Porto Velho    | Hildon Chaves           |       | PSDB  |
| Nord         | Roraima             | Boa Vista      | Teresa Surita           |       | PMDB  |
| Nord         | Amapá               | Macapá         | Clécio Luís             |       | REDE  |
| Nord         | Pará                | Belém          | Zenaldo Coutinho        |       | PSDB  |
| Nord         | Acre                | Rio Branco     | Marcus Alexandre        |       | PT    |
| Nord         | Tocantins           | Palmas         | Carlos Amastha          |       | PSB   |
| Nord-Est     | Paraïba             | João Pessoa    | Luciano Cartaxo         |       | PSD   |
| Nord-Est     | Bahia               | Salvador       | ACM Neto                |       | DEM   |
| Nord-Est     | Pernambouc          | Recife         | Geraldo Júlio           |       | PSB   |
| Nord-Est     | Ceará               | Fortaleza      | Roberto Cláudio         |       | PDT   |
| Nord-Est     | Rio Grande do Norte | Natal          | Carlos Eduardo Alves    |       | PDT   |
| Nord-Est     | Maranhão            | São Luís       | Edivaldo Holanda Júnior |       | PDT   |
| Nord-Est     | Alagoas             | Maceió         | Rui Palmeira            |       | PSDB  |
| Nord-Est     | Piauí               | Teresina       | Firmino Filho           |       | PSDB  |
| Nord-Est     | Sergipe             | Aracaju        | Edvaldo Nogueira        |       | PCdoB |
| Centre-Ouest | Goiás               | Goiânia        | Iris Rezende            |       | PMDB  |
| Centre-Ouest | Mato Grosso         | Cuiabá         | Emanuel Pinheiro        |       | PMDB  |
| Centre-Ouest | Mato Grosso do Sul  | Campo Grande   | Marquinhos Trad         |       | PSD   |
| Sud-Est      | São Paulo           | São Paulo      | João Doria              |       | PSDB  |
| Sud-Est      | Rio de Janeiro      | Rio de Janeiro | Marcelo Crivella        |       | PRB   |
| Sud-Est      | Minas Gerais        | Belo Horizonte | Alexandre Kalil         |       | PHS   |
| Sud-Est      | Espírito Santo      | Vitória        | Luciano Rezende         |       | PPS   |
| Sud          | Paraná              | Curitiba       | Rafael Greca            |       | PMN   |
| Sud          | Santa Catarina      | Florianópolis  | Gean Loureiro           |       | PMDB  |
| Sud          | Rio Grande do Sul   | Porto Alegre   | Nelson Marchezan Júnior |       | PSDB  |